# Amédée Thierry
Amédée Simon Dominique Thierry (Blois, 1797 – Parigi, 1873) è stato uno storico francese.
Fratello di Augustin Thierry, fu sostenitore di Napoleone III e autore di una monumentale Storia dei Galli (1828). Nel 1829 ottenne una cattedra all'università di Besançon.